# Resolution Life
Resolution Life ist eine globale tätige Lebensversicherungsgruppe mit Sitz in Hamilton, die sich auf den Erwerb, die Verwaltung und spezielle Rückversicherungskonstruktionen von bzw. für Lebensversicherungsportfolios mit Fokus auf Run-Off konzentriert.

## Geschichte und Hintergrund
2003 verließ Clive Cowdery General Electric, wo er bis dato das Versicherungsgeschäft des Mischkonzerns geleitet hatte, und gründete mit finanzieller Unterstützung der vormaligen Besitzer der von Chase Manhattan Bank übernommenen Robert Fleming & Co. einen Abwicklungsspezialisten unter dem Markennamen Resolution Life. 2004 übernahm das Unternehmen das Lebensversicherungsgeschäft des angeschlagenen britischen Versicherungskonzerns RSA Insurance Group für 850 Millionen Pfund, wovon 100 Millionen Pfund in Vorzugsaktien bezahlt wurden. Im Dezember des Jahres kam das britische Versicherungsgeschäft der Swiss Life für 205 Millionen Pfund ebenfalls unter das Dach der Resolution Life. Im Sommer 2005 fusionierte das Unternehmen mit der Britannic Group, der gemeinsame Marktwert der nur noch Resolution genannten Gesellschaft betrug zirka 1,8 Mrd. Pfund und Resolution bekam damit die Börsennotierung im FTSE 100 Index inklusive erweiterter Kapitalbasis, um weitere Versicherungsbestände zu übernehmen. Im Zuge der Übernahme des britischen Finanzdienstleisters Abbey National durch die Banco Santander übernahm Resolution 2006 das Lebensversicherungsgeschäft der Briten für zirka 5,2 Milliarden Euro, wodurch das Unternehmen zum sechstgrößten an der Börse notierte Lebensversicherungsunternehmen des Landes aufstieg. Im Januar 2008 wurde nach einem Bieterstreit zwischen Standard Life und der Pearl Group das Unternehmen nach Entscheidung auf einer außerordentlichen Hauptversammlung an Letztgenannte über deren Tochter Impala veräußert.
Cowdery behielt jedoch beim Verkauf an die Pearl Group die Namens- und Marktrechte an Resolution und gründete auf Guernsey erneut eine Gesellschaft unter diesem Namen. Nachdem mit der alten Gesellschaft eine Übernahme von Friends Provident 2007 noch gescheitert war, wurde die im FTSE 100 gelistete Versicherungsgruppe 2009 in einer 1,9 Milliarden Pfund schweren Transaktion von der neuen Resolution-Gesellschaft übernommen. 2014 wurde das Friends-Geschäft für zirka 5 Milliarden Pfund an Aviva veräußert. Parallel gründete Cowdery einen weiteren Resolutions-Ableger in Delaware, der 2013 die Mehrheit am Run-off-Geschäft der US-Versicherungsgruppe Allstate übernahm.
Im Sommer 2020 schloss die zwischenzeitlich von Cowdery wiedergegründete Resolution Life für zirka 3 Milliarden Australische Dollar die bereits im Herbst 2018 angekündigte Übernahme des Lebensversicherungsgeschäfts des australischen Finanzdienstleisters AMP ab. 2021 folgten Vereinbarungen mit der Allianz SE für deren Schweiz- bzw. US-Geschäft sowie der Lincoln Financial Group, die insbesondere Milliarden schwere Absicherungen durch Rückversicherungsgeschäfte betrafen.
Als im Frühjahr 2022 Verkäufe von Teilbeständen der deutschen Lebensversicherungstochter der AXA sowie der Zurich Gruppe Deutschland verhandelt wurden, stand eine Expansion von Resolution Life in den deutschen Run-Off-Markt im Raum. Letztlich waren Viridium bzw. die Athora Deutschland bei der Akquisition erfolgreich.
Im Oktober 2022 wurde eine umfangreiche Vereinbarung mit der Investmentfirma Blackstone Group getroffen, die einerseits die Verwaltung der illiquiden Kapitalanlagen der Resolution-Gruppe in Höhe von zirka 25 Milliarden US-Dollar sowie andererseits eine Investition von einer halben Milliarde US-Dollar der in New York ansässigen Kapitalgesellschaft in die Versicherungsgruppe umfasste.
Cowdery hat den Markennamen Resolution zudem für die Stiftung Resolution Foundation genutzt, mit der er seit 2005 über Lobbyarbeit eine Verbesserung der finanziellen Situation für Menschen mit niedrigem Einkommen anstrebt. Die Arbeiten der Organisation haben die Einführung des Mindestlohns im Vereinigten Königreich 2016 beeinflusst.